# Castromao (La Vega)
Castromao (llamada oficialmente Santa María de Castromao) es una parroquia y un lugar del municipio español de La Vega, en la provincia de Orense, Galicia.

## Geografía
Tiene una altitud media de 895 m s. n. m., y está situado al pie del Alto da Gonza (1.296 metros).

## Organización territorial
La parroquia está formada por cuatro entidades de población, constando una de ellas en el nomenclátor del Instituto Nacional de Estadística español:
- A Eirexa
- Castromao
- Cima da Aldea
- Fondo da Aldea

## Demografía
Gráfica demográfica del lugar y parroquia de Castromao según el INE español:
| Gráfica de evolución demográfica de Castromao entre 2000 y 2023 |
|                                                                 |
| Datos según el nomenclátor publicado por el INE.                |

## Patrimonio arquitectónico
La Iglesia de Castromao es un bello ejemplo de la arquitectura popular de la zona. Su retablo data de finales del siglo XVI (renacentista), con grandes columnas y un enorme frontón triangular. En esta iglesia destacan el artesonado, el piso de madera original y los cuatro Evangelistas, representados por los cuatro símbolos:
- San Mateo: está simbolizado por un ángel (u hombre con alas), porque su evangelio comienza con la lista de los antepasados de Jesucristo.
- San Marcos: está simbolizado por un león, porque su evangelio comienza con la predicación del Bautista en el desierto donde había animales salvajes.
- San Lucas: está simbolizado por un buey o toro porque su evangelio comienza con la visión de Zacarías en el templo, donde los animales como bueyes u ovejas.
- San Juan: Está simbolizado por un águila y la mirada dirigida al sol porque su evangelio comienza con la contemplación de Jesucristo.

Estas esculturas son obra de Gregorio Español, escultor de los siglos XVI y XVII, autor de obras como el coro de la Catedral de Santiago de Compostela e introductor del Manierismo en Galicia.

## Patrimonio histórico
En la parroquia de Castromao existe un recinto defensivo correspondiente a la Edad del Hierro o época romana, en el lugar conocido como O Castro. El castro está situado sobre un cerro con un pequeño recinto superior o "croa", en el que emergen macizos rocosos, y tiene un antecastro que lo rodea. Ambos recintos están separados entre sí por un terraplén. En su conjunto tiene unas dimensiones aproximadas de 250 metros de este a oeste por 210 metros de norte a sur. Este poblado de Castromao está rodeado por un sistema de murallas, aparentemente de tierra, rematadas por un terraplén, foso y parapeto.
Fuentes, lavaderos, molinos, hornos e incluso fraguas forman parte del patrimonio etnográfico relacionado con la forma de vida de los castromaenses.

## Festividades
Las fiestas patronales se celebran los días 15 y 16 de agosto, en honor a los santos patronos Santa María de la Asunción y San Roque.